# パトリック・チャン
パトリック・ルイス・ウェイクワン・チャン（英語: Patrick Lewis Wai-Kuan Chan、繁体字: 陳偉群、簡体字: 陈伟群、Chan Wai-Kwan、1990年12月31日 - ）は、カナダのフィギュアスケート選手（男子シングル）。2014年ソチオリンピック銀メダリスト。
主な競技成績は、2014年ソチオリンピック銀メダル、団体戦銀メダル、2018年平昌オリンピック団体戦金メダル、2010年バンクーバーオリンピック5位入賞、世界選手権3連覇（2011・2012・2013）、四大陸選手権優勝3回（2009・2012・2016）、グランプリファイナル2連覇（2010・2011）、カナダ選手権優勝10回（2008–2014、2016–2018）など。

## 人物
1990年12月31日、オンタリオ州オタワで生まれる。母の陳美月は20歳の時に香港からカナダに移住。父の陳燦賜は幼少時に香港からカナダに移住してきた元卓球選手で、現在はケベックでコーチをしている。特技はピアノ演奏。フランス語を第一言語とする高校を卒業したことと、家族の日常言語が広東語であったことから、フランス語、英語、広東語に堪能である。米国コロラド州のリベラルアーツカレッジ(教養系の大学)、コロラドカレッジで国際経済学を専攻した。
趣味は日本のアニメ『けいおん!』を見ること。同アニメのオープニング曲に見入ってたときにサビに向けてテンションが上がり、ドラムを叩く仕草でヒートアップしていたのを、撮影中のカメラに気づいて我に返る姿を撮られている。2020年9月に元フィギュアスケート選手のエリザベス・パットナムと結婚。翌年9月に長男が誕生した。

## 経歴
5歳のときにフィギュアスケートのレッスンを始める。もともとはアイスホッケーをするためのスケート技術を身につけるために始めたが、そのうちにフィギュアスケートの方が楽しくなったのだという。
2005年、カナダ選手権のジュニアクラスで優勝。世界ジュニア選手権に初出場し、7位に入賞。翌シーズンのISUジュニアグランプリ (JGP) モントリオール地区大会で優勝し、JGPファイナルにも進出した。
長らく師事してきたオズボーン・コルソンが2006年7月に90歳で死去した後、天野真を新たなコーチに迎えグランプリシリーズに参戦。世界ジュニア選手権では銀メダルに輝いた。その後、ドン・ロウズに師事し、主に彼の拠点であるフロリダで技術指導を受けるようになる。
2007-2008シーズン、エリック・ボンパール杯でGPシリーズ初優勝を果たし、GPファイナルに出場、年明けにはジェフリー・バトルを抑え、17歳にして史上最年少でカナダ選手権を制した。初めての世界選手権でも9位に入った。

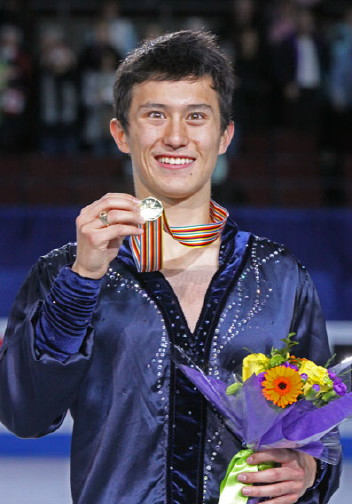
2009年四大陸選手権

2008-2009シーズン、GPシリーズで2戦続けて優勝。GPファイナルこそ5位に沈んだが、その後はカナダ選手権、四大陸選手権と連勝。四大陸選手権ではショートプログラム（以下SPと略）でISU歴代2位の得点をマークした。2度目の出場となる世界選手権では、銀メダルを獲得した。
2009-2010シーズン、左脹脛の怪我でロステレコム杯を欠場、スケートカナダでは精彩を欠き6位に終わった。カナダ選手権では3連覇を果たし、バンクーバーオリンピック代表に選ばれ、五輪では5位入賞を果たした。世界選手権では2年連続で銀メダルを獲得した。シーズン終了後、新コーチクリスティ・クラールの指導の下、4回転トウループの習得に励んだ。
2010-2011シーズン、GPシリーズ初戦スケートカナダではフリースケーティング（以下FSと略）で国際大会で自身初めて4回転トウループを成功させ優勝。続くロステレコム杯ではSPで初めて4回転トウループ-3回転トウループのコンビネーションジャンプを成功させ総合2位、ファイナル進出を決めた。グランプリファイナルはFSと合計スコアでパーソナルベストを更新、3度目の出場で初優勝を果たした。カナダ選手権ではSPで1回、FSで2回の4回転トゥループを成功、FSでは参考記録ながらも197.07という驚異的なハイスコアをたたき出し4連覇を果たした。世界選手権ではSP、FSいずれも世界歴代最高得点をたたき出し、2位に20点以上の差をつけ圧勝。
2011-2012シーズンは、国別対抗戦で2位となった以外は、出場した全ての試合で優勝。カナダ選手権では参考記録ながらも総合得点で300点の大台を突破した。2012年4月、指導法についての考え方の違いからクラールがコーチを辞任。サブコーチであったモダンバレエコーチのキャシー・ジョンソンをメインコーチに迎え、表現力の向上に励んだ。
2012-2013シーズン、史上初の3連覇を狙ったグランプリファイナルは3位に終わった。世界選手権ではSPは当時の歴代最高点を更新する98.37点を出した。FSでは2本の4回転ジャンプを決めたものの他の部分でミスがでたため2位となったが、SPの点差で逃げ切りアレクセイ・ヤグディン以来となる3連覇を達成した。国別対抗戦ではSPで4回転トウループで転倒し、3回転アクセルでもバランスを崩すものの1位。FSでは4回転を決めたもののジャンプで2回転倒。最後のスピンでも転倒し5位。SPの点差もあり総合では2位だった。

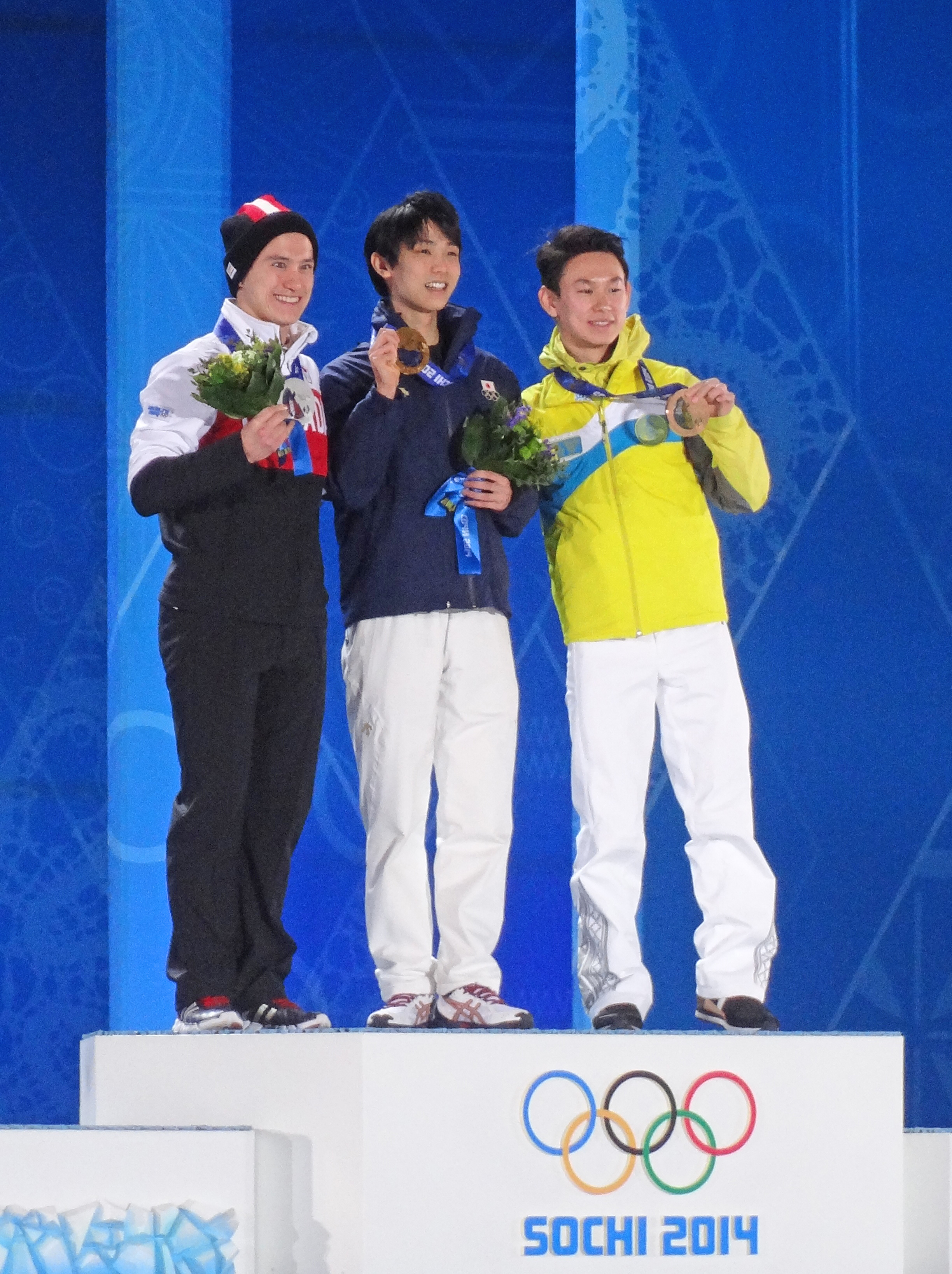
2014年ソチオリンピック（左がチャン）

2013-2014シーズン、スケートカナダで優勝。エリック・ボンパール杯ではSP、FSともに歴代最高得点を更新。FSではISUの主催する大会で初めて技術点100点台を記録した。GPファイナルでは2位。ソチオリンピックの団体戦ではSPに出場し3位、銀メダルを獲得した。個人戦でのSPは3回転アクセルの着氷後バランスを崩すも、日本代表の羽生結弦に次ぐ約4点差の2位につけた。FSでは羽生の演技終了直後で登場し、冒頭の4回転トウループ-3回転トウループと高難度のコンビネーションを成功させる。だがその後、単独の4回転トウループと3回転アクセルで共に手を付き、中盤の3連続ジャンプでは3回転サルコウが2回転になる。そして最後の2回転アクセルでもステップアウトするなど、細かな着氷ミスを次々と犯してしまう。結果的に優勝の羽生にあと一歩及ばず2位入賞・銀メダル獲得に留まり、念願のオリンピック金メダルはならなかった。日本・埼玉県で開催される世界選手権は調整不足のため欠場を表明。
2014-2015シーズンの競技は休養した。
2015-2016シーズン、復帰戦のスケートカナダで5度目の優勝を果たした。エリック・ボンパール杯はパリ同時多発テロ事件の影響でFSが中止になったため、SPの5位で順位が確定。6シーズンぶりにグランプリシリーズのメダルを逃した。グランプリファイナルのSPでは同一ジャンプの繰り返し違反を犯し、最下位と出遅れた。FSでは1人のジャッジからもマイナスを受けない、クリーンな演技を披露するも、総合4位で2008年大会以来7年ぶりにメダルを逃した。カナダ選手権では2年ぶり8度目の優勝。四大陸選手権では、SP5位と出遅れるも、FSでは2度の4回転トウループと3回転アクセルを初成功するミスのない演技を披露。直前に4度の4回転ジャンプを成功させた金博洋を逆転し優勝した。四大陸選手権で3度目の優勝は、男子シングルでは初めてのことである。3年振りとなる世界選手権では、SPでは94.84で3位で折り返すも、FSでは高い構成と裏腹に技術で精彩を欠き総合5位となり久々に表彰台を逃した。
2016-2017シーズン、2016年8月15日、ジョンソンがコーチを辞任。4年間の師弟関係に終了を告げた。9月23日、マリナ・ズエワをはじめとしたアイスダンスのコーチ陣に師事し、ミシガン州カントンに練習拠点を移した。これには2014年の世界ジュニアチャンピオンで多彩な4回転技を武器とするネイサン・チェンと同門になることで刺激とし自身の4回転技を増やす狙いがあった。スケートカナダでは前年に続き、GPファイナル3連覇の羽生結弦を破って優勝。続く中国杯でも優勝し、危なげなくGPファイナル出場を決める。2016年大会ではSPで僅かに100点台に届かなかったものの99.76という高得点で、羽生結弦に次ぐ2位で折り返す。しかしFSでは連続技の失敗で同じジャンプを二度飛ぶミスと4回もの転倒により5位という不本意な内容による失速で、総合順位も5位となり冴えない結果に終わった。カナダ選手権では、モントゴメリー・ウィルソンに並ぶ最多9度目の優勝を果たした。世界選手権ではSPで初めて100点を超えるスコアをマークし、自己ベストを更新した。FSでは複数のジャンプにミスがあり、2年連続で5位となった。

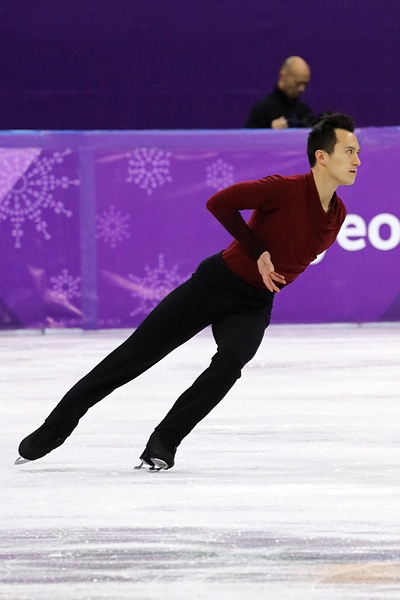
2018年平昌オリンピック

2017-2018オリンピックシーズン、シーズン初戦はネーベルホルン杯だったが、新しいスケート靴に慣れるために欠場。スケートカナダではSP2位で、FSでジャンプにミスが多く4位に終わった。NHK杯はカナダ選手権に向けてのトレーニングのために欠場を決めた。迎えたカナダ選手権では10回目の優勝を果たし、79年ぶりに最多優勝記録を更新した。平昌オリンピックでは団体戦で金メダルを獲得。個人戦は9位に終わった。
2018年4月16日に引退を発表した。

## スケート技術
アレクセイ・ウルマノフは「フィギュアスケートの全ての技術でライバル達を凌ぎ、これ以上の改良が必要ない」と評している。

### スケーティング
チャンのスケーティングスキルは、長年選手達が培ってきたスケーティングの進化の先にあるスケーティングと評されている。このような高いスケーティング技術は、オズボーン・コルソンのもとで繰り返したコンパルソリーの練習が基礎になっているとされている。ヴィクトール・ペトレンコは「チャンのPCSがなぜあれほど高いか、チャンが演技中に行うクロスオーバーの回数を数えれば分かります。それは彼のコンポーネンツが最高レベルにあることを明確に示す事実です。」と評している。

### ジャンプ
ジャンプでは、6種類の3回転ジャンプと、2種類の4回転ジャンプ(トウループ、サルコウ)を跳ぶ事ができる。2010/2011シーズンより4回転トウループをSP、FS両方に取り入れ、世界選手権では2011年、2012年、2013年と三年連続でSP一回、FS二回の4回転トウループを成功させている。2016/2017シーズンでは25歳にして初めて4回転サルコウを試合で挑戦した。2018年平昌オリンピックに向けては4回転フリップの習得を目指したこともあった。かつては4回転ジャンプの必要性を巡って、ブライアン・ジュベールと舌戦を展開したこともある。
ソチオリンピックのFSでは、4T-3Tのコンビネーションジャンプにおいてジャッジ全員がGOE3点を付けた程の完成度の高さを誇るが、一方でアクセルジャンプを大の苦手としており、2回転アクセルであってもステップアウト等のミスをしてしまう事もある。

### ステップ・スピン
ステップでは、15歳で出場した2006年NHK杯以来たびたびレベル4を獲得している。スピンでは、キャメルスピンの質は高く評価されている。

## 競技成績

### ISUパーソナルベストスコア
- SP - ショートプログラム、FS - フリースケーティング
- TSS - 部門内合計得点（英: Total segment score）は太字
- TES - 技術要素点（英: Technical element score）、PCS - 演技構成点（英: Program component score）

| 部門 | 種類 | 得点   | 大会                         |
| ---- | ---- | ------ | ---------------------------- |
| 総合 | TSS  | 295.27 | 2013年エリック・ボンパール杯 |
| SP   | TSS  | 102.13 | 2017年世界選手権             |
| SP   | TES  | 54.11  | 2017年世界選手権             |
| SP   | PCS  | 48.02  | 2017年世界選手権             |
| FS   | TSS  | 203.99 | 2016年四大陸選手権           |
| FS   | TES  | 106.85 | 2016年四大陸選手権           |
| FS   | PCS  | 97.14  | 2016年四大陸選手権           |

### 主な戦績
- 括弧内の順位は団体戦における個人順位
- GP - ISUグランプリシリーズ
- CS - ISUチャレンジャーシリーズ
- JGP - ISUジュニアグランプリシリーズ
- J - ジュニアクラス

| 大会名                    | 2004–05 | 2005–06 | 2006–07 | 2007–08 | 2008–09   | 2009–10 | 2010–11 | 2011–12   | 2012–13   | 2013–14 | 2015–16 | 2016–17   | 2017–18 |
| ------------------------- | ------- | ------- | ------- | ------- | --------- | ------- | ------- | --------- | --------- | ------- | ------- | --------- | ------- |
| オリンピック              |         |         |         |         |           | 5位     |         |           |           | 2位     |         |           | 9位     |
| 世界選手権                |         |         |         | 9位     | 2位       | 2位     | 1位     | 1位       | 1位       |         | 5位     | 5位       | 欠場    |
| 四大陸選手権              |         |         |         |         | 1位       |         |         | 1位       |           |         | 1位     | 4位       |         |
| GP ファイナル             |         |         |         | 5位     | 5位       |         | 1位     | 1位       | 3位       | 2位     | 4位     | 5位       |         |
| GP NHK杯                  |         |         | 7位     |         |           |         |         |           |           |         |         |           | 欠場    |
| GP エリック・ボンパール杯 |         |         | 5位     | 1位     | 1位       |         |         | 1位       |           | 1位     | 5位     |           |         |
| GP スケートアメリカ       |         |         |         | 3位     |           |         |         |           |           |         |         |           |         |
| GP スケートカナダ         |         |         |         |         | 1位       | 6位     | 1位     | 1位       | 2位       | 1位     | 1位     | 1位       | 4位     |
| GP 中国杯                 |         |         |         |         |           |         |         |           |           |         |         | 1位       |         |
| GP ロステレコム杯         |         |         |         |         |           | 欠場    | 2位     |           | 1位       |         |         |           |         |
| CS フィンランディア杯     |         |         |         |         |           |         |         |           |           |         |         | 2位       |         |
| オリンピック団体戦        |         |         |         |         |           |         |         |           |           | 2位     |         |           | 1位     |
| 世界国別対抗戦            |         |         |         |         | 2位 (4位) |         |         | 3位 (2位) | 2位 (2位) |         |         | 4位 (5位) |         |
| 世界ジュニア選手権        | 7位     | 6位     | 2位     |         |           |         |         |           |           |         |         |           |         |
| JGP ファイナル            |         | 5位     |         |         |           |         |         |           |           |         |         |           |         |
| JGP モントリオール        |         | 1位     |         |         |           |         |         |           |           |         |         |           |         |
| JGP スケートスロバキア    |         | 4位     |         |         |           |         |         |           |           |         |         |           |         |
| カナダ選手権              | 1位 J   | 7位     | 5位     | 1位     | 1位       | 1位     | 1位     | 1位       | 1位       | 1位     | 1位     | 1位       | 1位     |

### 詳細
| 2017-2018 シーズン    |                                                    |         |          |                   |
| 開催日                | 大会名                                             | SP      | FS       | 結果              |
| 2018年2月16日 - 17日  | 平昌オリンピック（平昌）                           | 6 90.01 | 8 173.42 | 9 263.43          |
| 2018年2月9日 - 12日   | 平昌オリンピック 団体戦（平昌）                    | 3 81.66 | 1 179.75 | 1 団体 （261.41） |
| 2018年1月9日 - 15日   | カナダフィギュアスケート選手権（バンクーバー）     | 1 90.98 | 1 181.26 | 1 272.24          |
| 2017年10月27日 - 29日 | ISUグランプリシリーズ スケートカナダ（レジャイナ） | 2 94.43 | 7 151.27 | 4 245.70          |

| 2016-2017 シーズン     |                                                          |          |          |                   |
| 開催日                 | 大会名                                                   | SP       | FS       | 結果              |
| 2017年4月20日 - 23日   | 2017年世界フィギュアスケート国別対抗戦（東京）           | 6 85.73  | 3 190.74 | 4 団体 （276.47） |
| 2017年3月27日 - 4月2日 | 2017年世界フィギュアスケート選手権（ヘルシンキ）         | 3 102.13 | 5 193.03 | 5 295.16          |
| 2017年2月14日 - 19日   | 2017年四大陸フィギュアスケート選手権（江陵）             | 5 88.46  | 4 179.52 | 4 267.98          |
| 2017年1月16日 - 22日   | カナダフィギュアスケート選手権（オタワ）                 | 1 91.50  | 1 205.36 | 1 296.86          |
| 2016年12月8日 - 11日   | 2016/2017 ISUグランプリファイナル（マルセイユ）          | 2 99.76  | 5 166.99 | 5 266.75          |
| 2016年11月18日 - 20日  | ISUグランプリシリーズ 中国杯（北京）                     | 3 83.41  | 1 196.31 | 1 279.72          |
| 2016年10月27日 - 30日  | ISUグランプリシリーズ スケートカナダ（ミシサガ）         | 1 90.56  | 2 176.39 | 1 266.95          |
| 2016年10月6日 - 9日    | ISUチャレンジャーシリーズ フィンランディア杯（エスポー） | 3 84.59  | 2 164.14 | 2 248.73          |

| 2015-2016 シーズン       |                                                          |          |          |          |
| 開催日                   | 大会名                                                   | SP       | FS       | 結果     |
| 2016年3月26日 - 4月3日   | 2016年世界フィギュアスケート選手権（ボストン）           | 3 94.84  | 8 171.91 | 5 266.75 |
| 2016年2月16日 - 21日     | 2016年四大陸フィギュアスケート選手権（台北）             | 5 86.22  | 1 203.99 | 1 290.21 |
| 2016年1月18日 - 24日     | カナダフィギュアスケート選手権（ハリファックス）         | 1 103.58 | 1 192.09 | 1 295.67 |
| 2015年12月9日 - 13日     | 2015/2016 ISUグランプリファイナル（バルセロナ）          | 6 70.61  | 3 192.84 | 4 263.45 |
| 2015年11月13日 - 15日    | ISUグランプリシリーズ エリック・ボンパール杯（ボルドー） | 5 76.10  | 中止     | 5        |
| 2015年10月30日 - 11月1日 | ISUグランプリシリーズ スケートカナダ（レスブリッジ）     | 2 80.81  | 1 190.33 | 1 271.14 |
| 2015年10月3日            | 2015年ジャパンオープン（さいたま）                       | -        | 3 159.14 | 2 団体   |

| 2014-2015 シーズン |                                    |    |          |        |
| 開催日             | 大会名                             | SP | FS       | 結果   |
| 2014年10月4日      | 2014年ジャパンオープン（さいたま） | -  | 1 178.17 | 2 団体 |

| 2013-2014 シーズン    |                                                      |         |          |          |
| 開催日                | 大会名                                               | SP      | FS       | 結果     |
| 2014年2月6日 - 22日   | ソチオリンピック（ソチ）                             | 2 97.52 | 2 178.10 | 2 275.62 |
| 2014年2月6日 - 22日   | ソチオリンピック 団体戦（ソチ）                      | 3 89.71 | -        | 2 団体   |
| 2014年1月9日 - 15日   | カナダフィギュアスケート選手権（オタワ）             | 1 89.12 | 1 188.30 | 1 277.42 |
| 2013年12月5日 - 8日   | 2013/2014 ISUグランプリファイナル（福岡）            | 2 87.47 | 2 192.61 | 2 280.08 |
| 2013年11月15日 - 17日 | ISUグランプリシリーズ エリックボンパール杯（パリ）   | 1 98.52 | 1 196.75 | 1 295.27 |
| 2013年10月25日 - 27日 | ISUグランプリシリーズ スケートカナダ（セントジョン） | 1 88.10 | 1 173.93 | 1 262.03 |

| 2012-2013 シーズン    |                                                    |         |          |          |
| 開催日                | 大会名                                             | SP      | FS       | 結果     |
| 2013年4月11日 - 14日  | 2013年世界フィギュアスケート国別対抗戦（東京）     | 1 86.67 | 5 153.54 | 2 240.21 |
| 2013年3月10日 - 17日  | 2013年世界フィギュアスケート選手権（ロンドン）     | 1 98.37 | 2 169.41 | 1 267.78 |
| 2013年1月13日 - 20日  | カナダフィギュアスケート選手権（ミシサガ）         | 1 94.63 | 1 179.12 | 1 273.75 |
| 2012年12月6日 - 9日   | 2012/2013 ISUグランプリファイナル（ソチ）          | 2 89.27 | 4 169.39 | 3 258.66 |
| 2012年11月9日 - 11日  | ISUグランプリシリーズ ロステレコム杯（モスクワ）   | 1 85.44 | 1 176.91 | 1 262.35 |
| 2012年10月26日 - 28日 | ISUグランプリシリーズ スケートカナダ（ウィンザー） | 2 82.52 | 2 160.91 | 2 243.43 |
| 2012年10月6日         | 2012年ジャパンオープン（さいたま）                 | -       | 6 137.42 | 2 団体   |

| 2011-2012 シーズン     |                                                              |          |          |          |
| 開催日                 | 大会名                                                       | SP       | FS       | 結果     |
| 2012年4月19日 - 22日   | 2012年世界フィギュアスケート国別対抗戦（東京）               | 2 89.81  | 2 170.65 | 2 260.46 |
| 2012年3月26日 - 4月1日 | 2012年世界フィギュアスケート選手権（ニース）                 | 1 89.41  | 1 176.70 | 1 266.11 |
| 2012年2月9日 - 12日    | 2012年四大陸フィギュアスケート選手権（コロラドスプリングス） | 1 87.95  | 1 185.99 | 1 273.94 |
| 2012年1月16日 - 22日   | カナダフィギュアスケート選手権（モンクトン）                 | 1 101.33 | 1 200.81 | 1 302.14 |
| 2011年12月7日 - 11日   | 2011/2012 ISUグランプリファイナル（ケベック・シティー）      | 1 86.63  | 1 173.67 | 1 260.30 |
| 2011年11月18日 - 20日  | ISUグランプリシリーズ エリック・ボンパール杯（パリ）         | 1 84.16  | 1 156.44 | 1 240.60 |
| 2011年10月27日 - 30日  | ISUグランプリシリーズ スケートカナダ（ミシサガ）             | 3 83.28  | 1 170.46 | 1 253.74 |
| 2011年10月1日          | 2011年ジャパンオープン（さいたま）                           | -        | 1 159.93 | 1 団体   |

| 2010-2011 シーズン     |                                                      |         |          |          |
| 開催日                 | 大会名                                               | SP      | FS       | 結果     |
| 2011年4月24日 - 5月1日 | 2011年世界フィギュアスケート選手権（モスクワ）       | 1 93.02 | 1 187.96 | 1 280.98 |
| 2011年1月20日 - 23日   | カナダフィギュアスケート選手権（ビクトリア）         | 1 88.78 | 1 197.07 | 1 285.85 |
| 2010年12月9日 - 12日   | 2010/2011 ISUグランプリファイナル（北京）            | 2 85.59 | 1 174.16 | 1 259.75 |
| 2010年11月19日 - 21日  | ISUグランプリシリーズ ロステレコム杯（モスクワ）     | 1 81.96 | 2 145.25 | 2 227.21 |
| 2010年10月29日 - 31日  | ISUグランプリシリーズ スケートカナダ（キングストン） | 4 73.20 | 1 166.32 | 1 239.52 |

| 2009-2010 シーズン   |                                              |         |          |          |
| 開催日               | 大会名                                       | SP      | FS       | 結果     |
| 2010年3月22日 - 28日 | 2010年世界フィギュアスケート選手権（トリノ） | 2 87.80 | 2 159.42 | 2 247.22 |
| 2010年2月12日 - 28日 | バンクーバーオリンピック（バンクーバー）     | 7 81.12 | 4 160.30 | 5 241.42 |
| 2010年1月11日 - 17日 | カナダフィギュアスケート選手権（ロンドン）   | 1 90.14 | 1 177.88 | 1 268.02 |

| 2008-2009 シーズン       |                                                      |         |          |          |
| 開催日                   | 大会名                                               | SP      | FS       | 結果     |
| 2009年4月16日 - 19日     | 2009年世界フィギュアスケート国別対抗戦（東京）       | 9 66.03 | 2 151.95 | 4 217.98 |
| 2009年3月23日 - 29日     | 2009年世界フィギュアスケート選手権（ロサンゼルス）   | 3 82.55 | 2 155.03 | 2 237.58 |
| 2009年2月2日 - 8日       | 2009年四大陸フィギュアスケート選手権（バンクーバー） | 1 88.90 | 1 160.29 | 1 249.19 |
| 2009年1月14日 - 18日     | カナダフィギュアスケート選手権（サスカトゥーン）     | 1 88.89 | 1 165.93 | 1 254.82 |
| 2008年12月10日 - 14日    | 2008/2009 ISUグランプリファイナル（高陽）            | 6 68.00 | 5 137.16 | 5 205.16 |
| 2008年11月13日 - 16日    | ISUグランプリシリーズ エリック・ボンパール杯（パリ） | 1 81.39 | 1 156.70 | 1 238.09 |
| 2008年10月30日 - 11月2日 | ISUグランプリシリーズ スケートカナダ（オタワ）       | 2 77.47 | 3 137.98 | 1 215.45 |

| 2007-2008 シーズン    |                                                      |         |           |          |
| 開催日                | 大会名                                               | SP      | FS        | 結果     |
| 2008年3月17日 - 23日  | 2008年世界フィギュアスケート選手権（ヨーテボリ）     | 7 72.81 | 11 130.74 | 9 203.55 |
| 2008年1月16日 - 20日  | カナダフィギュアスケート選手権（バンクーバー）       | 2 73.42 | 1 159.26  | 1 232.68 |
| 2008年12月13日 - 16日 | 2007/2008 ISUグランプリファイナル（トリノ）          | 6 68.86 | 5 139.27  | 5 208.13 |
| 2007年11月15日 - 18日 | ISUグランプリシリーズ エリック・ボンパール杯（パリ） | 2 70.89 | 1 144.05  | 1 214.94 |
| 2007年10月25日 - 28日 | ISUグランプリシリーズ スケートアメリカ（レディング） | 3 67.47 | 3 145.86  | 3 213.33 |

| 2006-2007 シーズン       |                                                                  |          |          |          |
| 開催日                   | 大会名                                                           | SP       | FS       | 結果     |
| 2007年2月26日 - 3月4日   | 2007年世界ジュニアフィギュアスケート選手権（オーベルストドルフ） | 1 64.10  | 4 120.45 | 2 184.55 |
| 2007年1月15日 - 21日     | カナダフィギュアスケート選手権（ハリファックス）                 | 11 57.42 | 5 130.12 | 5 187.54 |
| 2007年11月30日 - 12月3日 | ISUグランプリシリーズ NHK杯（長野）                              | 8 60.80  | 6 113.54 | 7 174.34 |
| 2006年11月16日 - 19日    | ISUグランプリシリーズ エリック・ボンパール杯（パリ）             | 6 57.82  | 5 122.10 | 5 179.92 |

| 2005-2006 シーズン  |                                                            |          |         |           |          |
| 開催日              | 大会名                                                     | 予選     | SP      | FS        | 結果     |
| 2006年3月6日-12日   | 2006年世界ジュニアフィギュアスケート選手権（リュブリャナ） | 6 105.10 | 3 59.54 | 6 108.65  | 6 168.19 |
| 2006年1月9日-15日   | カナダフィギュアスケート選手権（オタワ）                   | 4 29.75  | 6 63.85 | 10 108.71 | 7 202.31 |
| 2005年11月24日-27日 | 2005/2006 ISUジュニアグランプリファイナル（オストラヴァ）  | -        | 9 43.72 | 3 110.88  | 5 154.60 |
| 2005年9月22日-25日  | ISUジュニアグランプリ モントリオール（モントリオール）     | -        | 2 52.82 | 1 115.01  | 1 167.83 |
| 2005年9月1日-5日    | ISUジュニアグランプリ スケートスロバキア（ブラチスラヴァ） | -        | 8 47.27 | 3 100.72  | 4 147.99 |

| 2004-2005 シーズン   |                                                           |          |          |          |          |
| 開催日               | 大会名                                                    | 予選     | SP       | FS       | 結果     |
| 2005年2月28日-3月6日 | 2005年世界ジュニアフィギュアスケート選手権（キッチナー）  | 2 110.22 | 11 53.24 | 6 107.77 | 7 161.01 |
| 2005年1月17日-23日   | カナダフィギュアスケート選手権 ジュニアクラス（ロンドン） | -        | 1 53.08  | 1 98.79  | 1 151.87 |

## プログラム使用曲
| シーズン  | SP | FS | EX |
| --------- | --- | --- | --- |
| 2017-2018 | Dust In The Wind（すべては風の中に）より 作曲：カンサス 振付:デヴィッド・ウィルソン                                 | ハレルヤ 曲:レナード・コーエン 振付:デヴィッド・ウィルソン | |
| 2016-2017 | ディア・プルーデンス ブラックバード 曲：ビートルズ 振付：パスカーレ・カメレンゴ                                     | A Journey 作曲：エリック・ラドフォード 振付：デヴィッド・ウィルソン | Sunday Morning 曲：マルーン5 |
| 2015-2016 | マック・ザ・ナイフ ボーカル：マイケル・ブーブレ 振付：デヴィッド・ウィルソン                                        | スケルツォ第1番 前奏曲第4番 革命のエチュード 作曲：フレデリック・ショパン 振付：デヴィッド・ウィルソン                                                                              | Mess Is Mine 曲：バンス・ジョイディア・プルーデンス ブラックバード 曲：ビートルズ |
| 2014-2015 | - | - | Best Of Me ボーカル：マイケル・ブーブレEscualo 作曲：アストル・ピアソラ |
| 2013-2014 | 幻想的小品集より 第1番エレジー 作曲：セルゲイ・ラフマニノフ 演奏：アンドレイ・ガヴリーロフ 振付：ジェフリー・バトル | 四季 協奏曲第２番 と 協奏曲第4番 作曲：アントニオ・ヴィヴァルディ クリスマス協奏曲 作曲：アルカンジェロ・コレッリ 振付：デヴィッド・ウィルソン                                      | Steppin' Out With My Baby ボーカル：トニー・ベネット |
| 2012-2013 | 幻想的小品集より 第1番エレジー 作曲：セルゲイ・ラフマニノフ 演奏：アンドレイ・ガヴリーロフ 振付：ジェフリー・バトル | ラ・ボエーム 作曲：ジャコモ・プッチーニ 振付：デヴィッド・ウィルソン | Til Kingdom Come 曲：コールドプレイ 振付：デヴィッド・ウィルソンI Need a Dollar ボーカル：アロー・ブラック |
| 2011-2012 | テイク・ファイブ 演奏：ポール・デスモンド 振付：ローリー・ニコル                                                    | アランフェス協奏曲 作曲：ホアキン・ロドリーゴ 振付：ローリー・ニコル | ムーン・ダンス ボーカル：マイケル・ブーブレ 振付：ローリー・ニコル幻想的小品集より 第1番エレジー 作曲：セルゲイ・ラフマニノフ 振付：ジェフリー・バトルMannish Boy ボーカル：マディ・ウォーターズ 振付：デヴィッド・ウィルソン |
| 2010-2011 | テイク・ファイブ 演奏：ポール・デスモンド 振付：ローリー・ニコル                                                    | ファンタジア〜 『オペラ座の怪人』組曲 作曲：アンドルー・ロイド・ウェバー 演奏：ジュリアン・ロイド・ウェバー、サラ・チャン 振付：ローリー・ニコル                                    | Don't Worry, Be Happy 振付：ローリー・ニコル |
| 2009-2010 | タンゴ・デ・ロス・エクシラドス 作曲：ウォルター・タイエブ 演奏：ヴァネッサ・メイ 振付：ローリー・ニコル             | ファンタジア〜 『オペラ座の怪人』組曲 作曲：アンドルー・ロイド・ウェバー 演奏：ジュリアン・ロイド・ウェバー、サラ・チャン 振付：ローリー・ニコル                                    | 美しき生命 曲：コールドプレイ 振付：カート・ブラウニングイエスタデイ ボーカル：マイケル・ボルトン |
| 2008-2009 | タンゴ・デ・ロス・エクシラドス 作曲：ウォルター・タイエブ 演奏：ヴァネッサ・メイ 振付：ローリー・ニコル             | チェロソナタ ピアノ協奏曲第2番 作曲：セルゲイ・ラフマニノフ 振付：ローリー・ニコル                                                                                                  | コン・テ・パルティロ ボーカル：アンドレア・ボチェッリ |
| 2007-2008 | 映画『女帝 ［エンペラー］』より 作曲：譚盾 振付：ローリー・ニコル                                                   | 四季 作曲：アントニオ・ヴィヴァルディ 振付：ローリー・ニコル | 誰も寝てはならぬ 歌劇『トゥーランドット』より 作曲：ジャコモ・プッチーニイエスタデイ ボーカル：マイケル・ボルトン |
| 2006-2007 | グルメ・ワルツ・タルタール 映画『ハンニバル』より 作曲：クラウス・バデルト 振付：ローリー・ニコル                   | 四季 作曲：アントニオ・ヴィヴァルディ 振付：ローリー・ニコル | 誰も寝てはならぬ 歌劇『トゥーランドット』より 作曲：ジャコモ・プッチーニ |
| 2005-2006 | La Represion 作曲：ラロ・シフリン Feline 作曲：E. van Dijken                                                        | ギター協奏曲 作曲：ジョン・ウィリアムズ Symphony #2 - Romantic 作曲：ハワード・ハンソン Romance from Concerto for Violin and Orchestra 作曲：エーリヒ・ヴォルフガング・コルンゴルト | - |
| 2004-2005 | La Represion 作曲：ラロ・シフリン Feline 作曲：E. van Dijken                                                        | 映画『バックドラフト』サウンドトラック 作曲：ハンス・ジマー & ジェイ・リフキン | |